# Waldheide

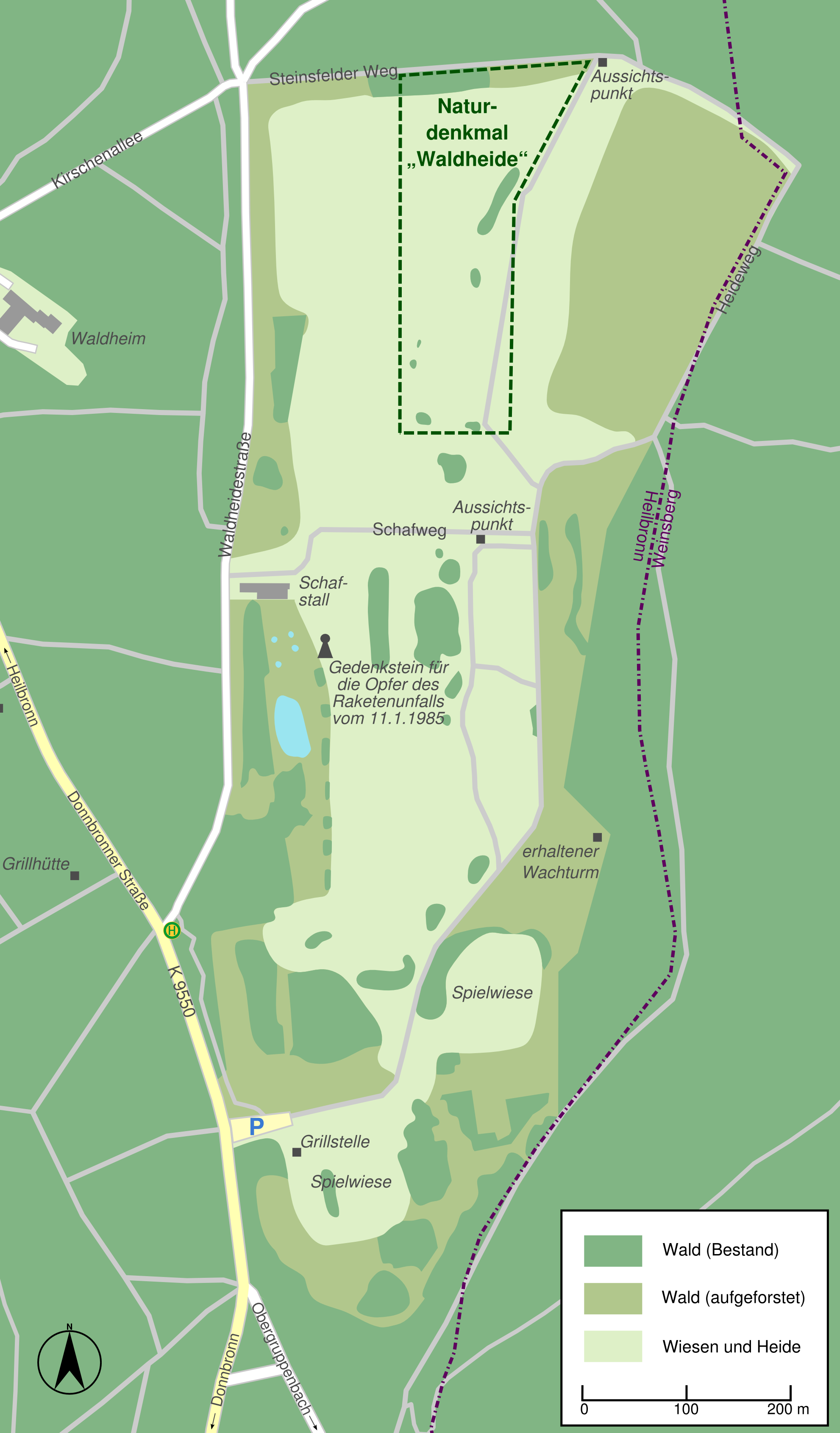
Karte der Waldheide nach ihrer Renaturierung

Die Waldheide ist eine rund 50 Hektar große Lichtung im Heilbronner Stadtwald. Das Gelände wurde ab 1883 als Exerzierplatz eingerichtet und ab 1951 von den US-Streitkräften belegt, die die Waldheide ab 1974 zu einer Basis für nuklear bestückte Mittelstreckenraketen vom Typ Pershing IA ausbauten. Durch den NATO-Doppelbeschluss wurden die Pershing IA ab 1984 durch Raketen des Typs Pershing II ersetzt.
1985 ereignete sich auf der auch Fort Redleg genannten Einrichtung durch die Explosion einer Raketenstufe ein Unfall mit drei Todesopfern. Dieser Zwischenfall lieferte in der Bundesrepublik Deutschland den Anstoß zu einer öffentlichen Debatte über die Gefahren des Pershing-Systems und gab der Friedensbewegung breiten Auftrieb.
Infolge des INF-Vertrags von 1987 zog die US-Armee bis 1991 ab. Das Gelände wurde bis 1997 renaturiert und ist heute ein Naherholungsgebiet für die Heilbronner Bevölkerung.

## Geografie und Verkehr
Die Waldheide befindet sich in einer Entfernung von rund vier Kilometern ostsüdöstlich des Stadtzentrums an der Markungsgrenze zu Weinsberg und zu Untergruppenbach auf einer Höhe von rund 310 m ü. NN und damit rund 150 m oberhalb der Stadt. Die Ausdehnung beträgt rund einen Kilometer in Nord-Süd-Richtung und rund 500 Meter in Ost-West-Richtung. Die Waldheide liegt sehr eben am Anstieg zum Keuperbergland der Heilbronner Berge auf der ersten, örtlich vom erosionsresistenten Schilfsandstein gebildeten Geländestufe des Keupers.
Die Waldheide wird über die Kreisstraße 9550 erschlossen. Diese führt in Verlängerung der Moltkestraße vom Heilbronner Stadtzentrum vorbei am Trappensee und am Jägerhaus, tangiert die Waldheide an ihrer Westseite und verläuft weiter nach Donnbronn. Sie führt im Bereich der Waldheide den Namen Donnbronner Straße. Der Militärweg, der ursprüngliche Aufstieg zum Jägerhaus, zieht als Waldweg unterhalb von ihr und erinnert mit seinem Namen an die frühere Nutzung der Waldheide.
Einzelne Fahrten der Stadtbuslinie 1 der Verkehrsbetriebe Heilbronn laufen mittwochs, samstags und sonntags von April bis Oktober über den Trappensee hinaus bis hoch auf die Waldheide.

## Geschichte

### Nutzung vor 1945
Bis in das 19. Jahrhundert war die Waldheide, die damals als Angerweide bezeichnet wurde, eine Weide- und Ackerfläche. Im 19. Jahrhundert wurde sie teilweise wieder aufgeforstet.

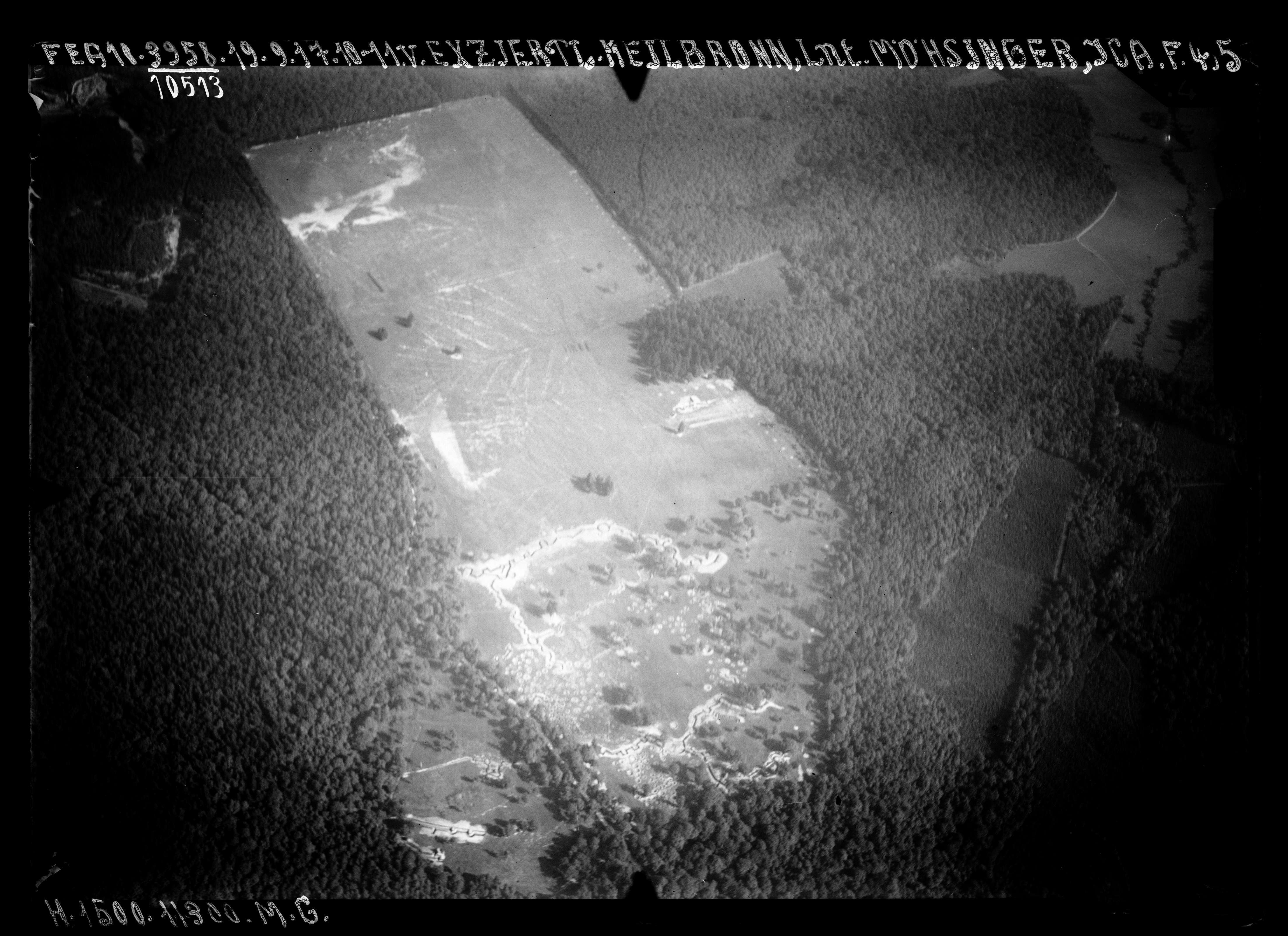
Der Exerzierplatz 1917

Nach dem Deutsch-Französischen Krieg von 1870–1871 wurde Heilbronn 1883 erneut zur württembergischen Garnisonsstadt, nachdem die Stadt diesen Status 1850 zunächst verloren hatte. Vom 31. März 1883 an nahm die neu erbaute Moltke-Kaserne in der Verlängerung zwischen Karls- und Jägerhausstraße die Soldaten des I. und II. Bataillons des Füsilier-Regiments „Kaiser Franz Josef von Österreich, König von Ungarn“ Nr. 122 auf. In der Trefflinsklinge wurden Schießstände errichtet. Die Wahl eines Exerzierplatzes fiel auf die Angerweide, für ihn wurde eine Fläche von 400 mal 400 Metern (16 Hektar) gerodet. Die Stadt übernahm die Abholzung und ließ die Stümpfe ausgraben; die Württembergische Armee ebnete die Fläche ein. Eine Fläche von 10 Morgen württ. Maß (3,15 Hektar) erwies sich als ausreichend fruchtbar, um darauf 1882 noch eine Haber-Ernte einfahren zu können. 1883 begann die militärische Nutzung. Für Übungen konnte neben der gerodeten Fläche zusätzlich die Klinge zur Weinsberger Gemarkungsgrenze hin mit einer Fläche von 6 Morgen württ. Maß (1,89 Hektar) genutzt werden. Im Volksmund kamen seit der Nutzung als Exerzierplatz die Bezeichnungen Exe beziehungsweise Esel auf. 1890 wurde das Gelände deutlich vergrößert, im Jahr 1907 umfasste es 32 Hektar Fläche. Der Platz stand, sofern gerade kein Exerzierbetrieb stattfand, auch der Bevölkerung offen.
Von 1918 an wurde die Waldheide vorerst nicht mehr militärisch genutzt. Teilweise diente sie als Schafweide, wofür am westlichen Rand ein Schuppen errichtet wurde. Das Gelände entwickelte sich zum beliebten Ausflugsziel und Naherholungsgebiet für die Heilbronner Bevölkerung. Auf dem Platz fanden Tanz- und Sportveranstaltungen statt. Die Bündische Jugend veranstaltete hier Volksfeste. In den 1920er Jahren gab es darüber hinaus Flugschauen, beispielsweise mit Ernst Udet. Der heutige Name Waldheide etablierte sich in den frühen Jahren der Weimarer Republik und geht möglicherweise auf den Heilbronner Volksbildungsausschuss zurück, den Vorläufer der Volkshochschule, der 1922 ein sommerliches „Volksfest auf der Waldheide“ veranstaltete. Später übernahm die Stadt Heilbronn dies als offiziellen Namen.
Am 8. Januar 1933 – wenige Wochen vor der Machtergreifung – marschierte die SA auf dem Platz auf. Mit der Aufrüstung der Wehrmacht wurde die Waldheide 1935 wieder zum Exerzierplatz. Zusätzlich nahm die Wehrmacht von 1934 bis 1938 Teile des Stadtwalds in Anspruch, um diesen als Truppenübungsplatz zu nutzen. Dieser „Wehrmachtswald“ umfasste mit insgesamt 416 Hektar ein Vielfaches der Waldheide und erstreckte sich bis auf die Gemarkungen von Weinsberg und Untergruppenbach.

### Nutzung durch die US-Streitkräfte ab 1951

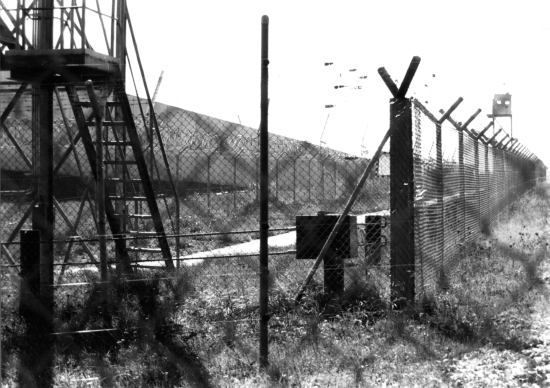
Zäune und Wachtürme um die Waldheide in den 1980er Jahren

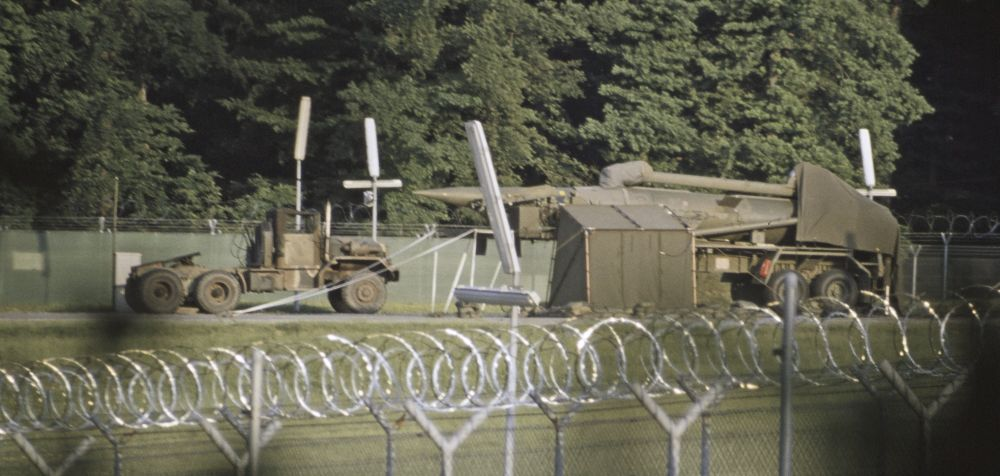
Die Waldheide im Mai 1982

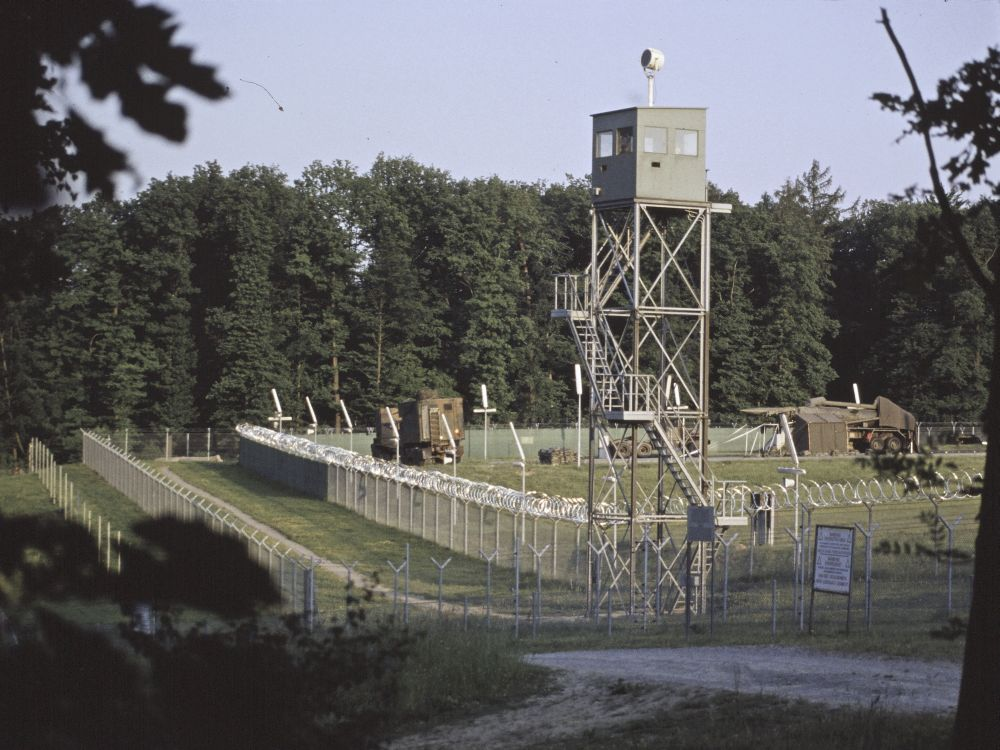
Die Waldheide im Juni 1982

Nachdem Ende 1951 rund 2000 Infanterie-Soldaten der US-Armee Garnison in Heilbronn bezogen hatten, nutzten die US-Streitkräfte die Waldheide ab 1953 als Flugplatz. Die Start- und Landebahn wurde später befestigt. Darüber hinaus entstand am südlichen Ende ein Munitionsdepot. Das Gelände blieb in weiten Teilen offen, mitunter sorgte die neue Nutzung für Unmut unter den Heilbronnern, da sie als Naherholungsgebiet nicht mehr zur Verfügung stand. Eine großflächige Erweiterung des Truppenübungsplatzes scheiterte am Widerstand des Heilbronner Oberbürgermeisters Paul Meyle, stattdessen kam nur eine geringfügige Vergrößerung nach Osten zur A 81 hin zu Stande.
In den 1960er Jahren diente die Waldheide der Besatzungsmacht lediglich als Hubschrauberlandeplatz. Aus dieser Zeit datieren Überlegungen, die Heide zu einem zivilen Flughafen auszubauen. Ein Gutachten ergab jedoch, dass dafür der Galgenberg hätte abgeholzt werden müssen. In diesen Jahren fanden – unter Beteiligung deutscher Flugsportvereine – Flugtage auf dem Gelände statt, und bis 1976 deutsch-amerikanische Freundschaftstage.

### Ausbau zur Pershing-Raketenstellung
Im Oktober 1974 begann die US-Armee mit der Abriegelung der Waldheide mittels Zäunen und Wachtürmen. Das Areal erhielt einen Anschluss an das kommunale Strom- und Abwassernetz. Die bisherigen Baracken wurden durch feste, zweistöckige Unterkünfte für 250 Mann und separate Wirtschaftsgebäude ersetzt. Weiterhin entstanden Werkstätten und gebunkerte Garagen. 1976 waren die Rohbauarbeiten abgeschlossen, der letzte deutsch-amerikanische Freundschaftstag mit rund 12.000 Besuchern fand am 16. Mai 1976 statt. Am 2. Februar 1977 wurde das Areal an die US-Armee übergeben. Die Kosten beliefen sich auf 18 Mio. DM. Zusätzlich investierte die US-Armee 35 Mio. DM in die Modernisierung weiterer Einrichtungen im Unterland.
Den offiziellen Verlautbarungen zufolge diente die Waldheide von nun an der US-Armee als Raketen-Ausbildungsstätte. Tatsächlich war die Anlage eine Stellung für atomar bestückte Pershing-IA-Kurzstreckenraketen. Eine Batterie und damit neun Raketen befanden sich permanent in Quick Reaction Alert, also in unmittelbarer Abschussbereitschaft, um gegebenenfalls einen atomaren Erstschlag des Ostblocks so schnell wie möglich erwidern zu können.
Die Raketen befanden sich in Obhut des 3. Bataillons des 84. Artillerieregiments, das in der Artillerie-Kaserne in Neckarsulm und in der nahe gelegenen Badener-Hof-Kaserne in Heilbronn stationiert war. Ebenfalls in Neckarsulm untergebracht war eine Versorgungskompanie und in Heilbronn eine als Wachmannschaft dienende Infanteriekompanie. Zuvor hatte sich die Stellung des Bataillons auf dem Heuchelberg bei einer früheren Flugabwehrstellung befunden. Die Einheiten unterstanden, wie alle amerikanischen Pershing-Raketen in der Bundesrepublik Deutschland, der 56th Field Artillery Brigade in Schwäbisch Gmünd.
1977 war die Waldheide einer von insgesamt fünf Pershing-Standorten in der Bundesrepublik Deutschland. An jedem Standort befanden sich 36 Raketen, von denen sich jeweils eine Batterie in Quick Reaction Alert (QRA) befand. Zwei weitere amerikanische QRA-Stellungen befanden sich in der Lehmgrube bei Kettershausen und bei Inneringen (Fort Black Jack). Die deutsche Luftwaffe verfügte über QRA-Stellungen bei Görisried (Bereitschaftsstellung Görisried-Ochsenhof) und am NATO-Flugplatz Geilenkirchen. Das Einsatzkonzept sah vor, dass die restlichen Raketen im Krisenfall zu ihrem Schutz die regulären Stellungen verlassen sollten. Dafür gab es in Süddeutschland 45 vorbereitete Stellungen in Wäldern, in denen die Raketen versteckt einsatzbereit gehalten werden konnten. Für diesen flexiblen Einsatz konnten die Raketen von mobilen Werfern gestartet werden. Bei Übungen hierfür waren häufig ganze Batterien im Unterland und darüber hinaus unterwegs.

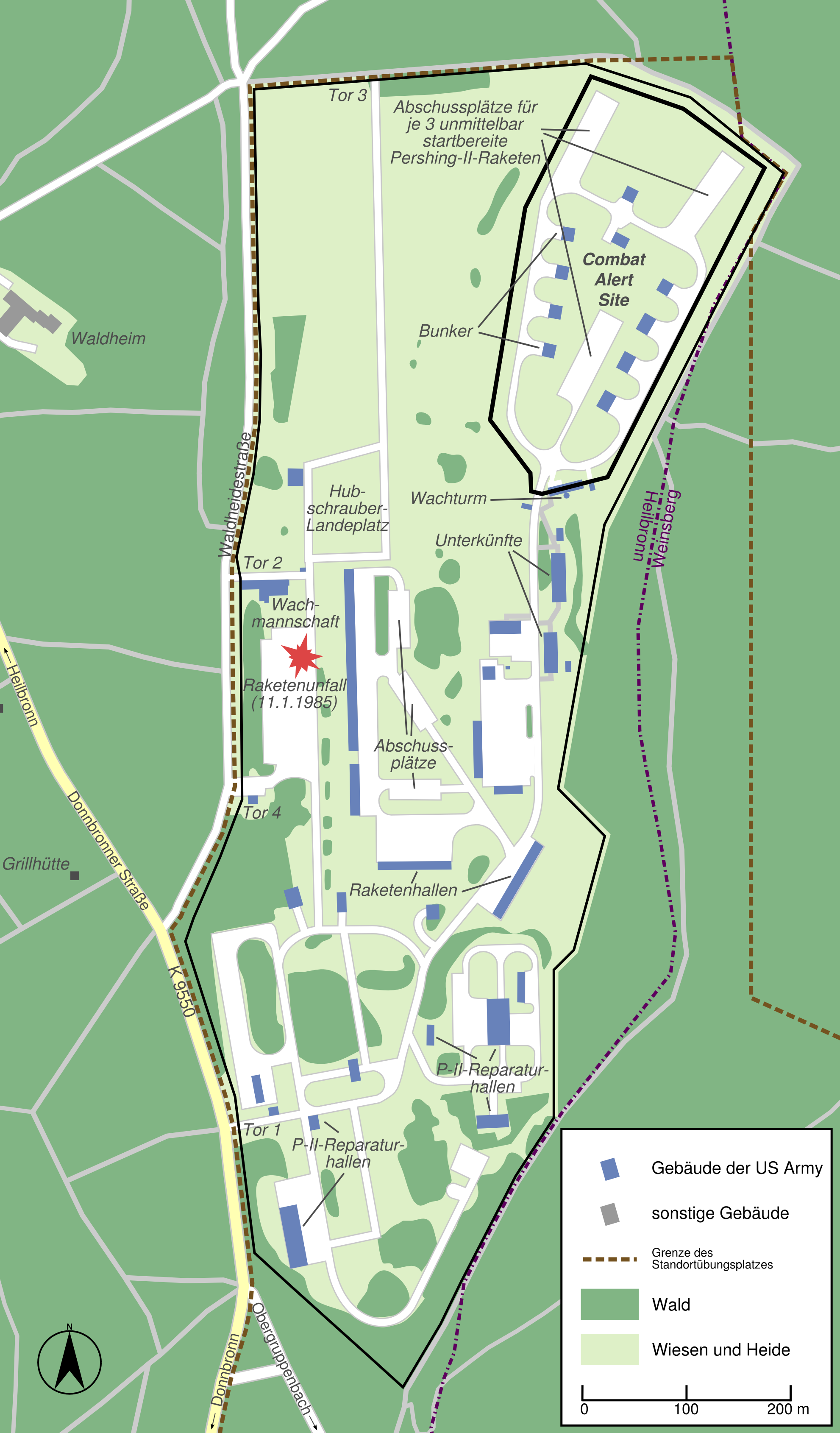
Karte der Waldheide als Pershing-II-Stützpunkt (um 1985)

### NATO-Doppelbeschluss und Pershing-II-Stationierung

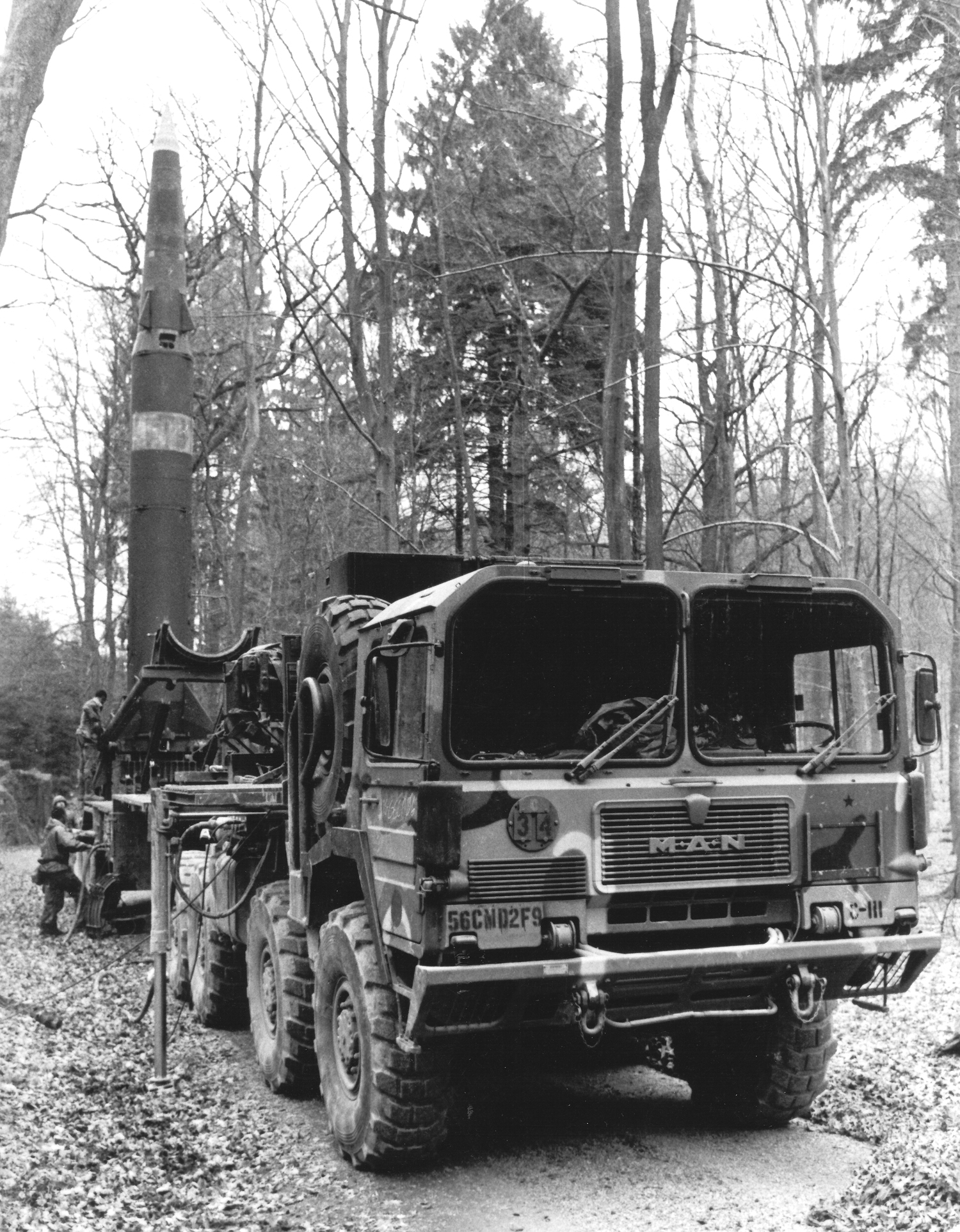
Werfer und Pershing-II-Rakete der Mutlanger Einheit bei einer Übung

Durch den NATO-Doppelbeschluss von 1979 rückte die Waldheide in den Blick der Öffentlichkeit. Im Falle des Scheiterns von Verhandlungen mit dem Warschauer Pakt sollten unter anderem die amerikanischen Pershing-IA-Raketen durch ebenfalls atomar bestückte Mittelstreckenraketen vom Typ Pershing II ersetzt werden. Auf der Waldheide würde daher wahrscheinlich auch dieser Typ stationiert werden.
Am 10. September 1981 veröffentlichte die Stadt Heilbronn einen Schutzbereichsplan für die Waldheide. In der folgenden Zeit gewann die Debatte über die Waldheide als möglichen zukünftigen Pershing-II-Standort an Fahrt, ab 1983 kam es zu Ostermärschen, Menschenketten, Blockaden und Demonstrationen. Der Ostermarsch auf die Waldheide zog 1983 30.000 Teilnehmer an und war die größte Friedenskundgebung in Heilbronn.
Die Heilbronner Stadtverwaltung gab sich zu dieser Zeit über die Nutzung der Waldheide unkundig, so äußerte sich der SPD-Oberbürgermeister Hans Hoffmann 1982: „Der Stadt Heilbronn ist nicht bekannt, in welcher Weise die US-Anlage auf der Waldheide militärisch genutzt wird und welche Waffen dort lagern“. Hoffmanns Nachfolger Manfred Weinmann gab 1984 ebenfalls an, keine Informationen über eine Raketenstellung auf der Waldheide zu besitzen. Allerdings gestand er 25 Jahre später ein, doch von der Stationierung in Kenntnis gesetzt worden zu sein. Man habe ihn aber zur Verschwiegenheit verpflichtet. In den amtlichen Topografischen Karten wurde die Waldheide in den 1980er Jahren im Zustand von 1937 dargestellt.
Am Wochenende vom 16. bis zum 18. Dezember 1983 fand die Heilbronner Begegnung statt, ein Treffen von Schriftstellern der Friedensbewegung. Nach einer Besichtigung der umzäunten Waldheide von außen trafen sich die Teilnehmer zur Auftaktveranstaltung im nahe gelegenen Waldheim der Arbeiterwohlfahrt. Die Grußworte richtete Günter Grass aus, weitere Teilnehmer waren unter anderem Peter Härtling, Dorothee Sölle, Luise Rinser, Alfred Mechtersheimer, Heinrich Albertz und Robert Jungk. Ein Empfang im Heilbronner Rathaus führte zu einem Eklat, als OB Weinmann die Thematisierung von Atomraketen abwiegelte und den Schriftstellern empfahl, sich stattdessen „einen Trollinger hinter die Binde gießen“. Nach vielen Lesungen vor Schülern und Erwachsenen endete die Begegnung am Sonntag mit einer von rund 1000 Zuhörern sehr gut besuchten Lesungs-Matinée im Stadttheater. In zwei Resolutionen riefen die Teilnehmer einerseits zur Kriegsdienstverweigerung auf und protestierten andererseits gegen Verhaftungen in der DDR.
Am 22. November 1983 fasste der Bundestag den Nachrüstungsbeschluss. Bereits am 25. November 1983 trafen die ersten Pershing-II-Raketen im Depot auf der Mutlanger Heide ein, die US-Armee plante, die ersten neun Raketen noch im Dezember 1983 in Einsatzbereitschaft zu versetzen. Am 30. März 1984 wurde die erste Batterie von neun Raketen von Mutlangen auf die Waldheide verlegt, die Friedensbewegung sichtete die Raketen dort erstmals am 8. April 1984. Bis 1985 waren alle 108 Pershing-II-Raketen auf der Mutlanger Heide, auf der Waldheide und in der Lehmgrube einsatzbereit. Wie bereits bei der Pershing IA fanden häufig Übungen in den Wäldern des Umlands statt, so waren der Friedensbewegung beispielsweise vermessene Stellungen bei Fürfeld und bei Eberstadt bekannt.
Der Vorsitzende der SPD-Fraktion im Heilbronner Gemeinderat Friedrich Niethammer beantragte in dieser Zeit wiederholt eine Debatte über die Waldheide als Raketenstandort und konnte diese schließlich per Gerichtsentscheid des baden-württembergischen Verwaltungsgerichtshofs gegen den Widerstand der Stadtverwaltung durchsetzen. Die Sitzung fand am 19. Juli 1984 statt, am gleichen Tag lancierte die Heilbronner Stimme ein Foto einer Pershing-II-Rakete auf der Waldheide, worauf ein Ermittlungsverfahren wegen „Verbreitung einer sicherheitsgefährdenden Abbildung“ gegen die Zeitung aufgenommen wurde. Der Gemeinderat erklärte in seiner Debatte mit einer knappen Mehrheit von 19:18 Stimmen die Pershing-II-Stationierung auf der Waldheide für aus „kommunaler Sicht unerwünscht“ und beauftragte die Stadtverwaltung durchzusetzen, dass die Transporte der Raketen und der Atomsprengköpfe nicht mehr durch die Stadt und über die steile Jägerhaussteige durchgeführt werden.

### Raketenunfall am 11. Januar 1985
Am 11. Januar 1985 gegen 14 Uhr explodierte auf der Waldheide bei der Montage die erste Stufe einer Pershing-II-Rakete. Der Unfall forderte das Leben dreier Soldaten und verletzte 16 Personen. Durch das Unglück richtete sich das Augenmerk der deutschen Friedensbewegung verstärkt auf die Waldheide. Auf kommunaler Ebene verlor die Pershing-Stationierung darüber hinaus in konservativen Kreisen ihren Rückhalt. Die Sicherheit des Pershing-Raketensystems wurde öffentlich stark diskutiert. Die US-Armee reagierte auf den Vorfall durch technische Anpassungen an den Raketen und verstärkte Abriegelung ihrer Pershing-Einrichtungen.

#### Unfallhergang
Der Unfall ereignete sich am Freitag, dem 11. Januar 1985, einem besonders kalten und trockenen Wintertag, als rund zwei Dutzend Soldaten bei einer Routineübung in einem Zelt eine Pershing-II-Rakete montierten. Die einzelnen Sektionen (1. Stufe, 2. Stufe, Steuerungsteil, Gefechtskopf und Radarsektion) befanden sich in Transportbehältern und sollten mittels des dafür vorgesehenen Krans der Zugmaschine auf dem mobilen Werfer zusammengesetzt werden. Als die erste Stufe kurz vor 14 Uhr aus ihrem Transportcontainer gehoben wurde und mit Metallträgern des Behälters in Kontakt kam, brannte sie unvermittelt explosionsartig ab und barst dabei seitlich.
Die herumfliegenden Trümmer und der Brand forderten mehrere Tote und Verletzte. Zwei Soldaten starben an der Unfallstelle, ein weiterer auf dem Weg ins Krankenhaus. Darüber hinaus gab es sechs Schwer- und sieben Leichtverletzte. Wegen der tiefen Temperaturen waren die Soldaten warm bekleidet, was großflächige Brandwunden verhinderte und dazu führte, dass die Opfer vor allem Gesichtsverbrennungen erlitten. Teile des Treibstoffs und der Rakete wurden bis zu 125 Meter weit geschleudert und beschädigten ein außerhalb geparktes ziviles Fahrzeug. Die QRA-Stellung mit abschussbereiten Atomraketen befand sich in einer Entfernung von rund 250 Metern. Das rund 3000 °C heiße Feuer zerstörte das Montagezelt, die Zugmaschine und zwei weitere Fahrzeuge vollständig. Die zweite Raketenstufe erlitt Hitzeschäden, ging aber nicht in Flammen auf.
Über der Waldheide bildete sich eine weit sichtbare schwarze Rauchwolke. Da die US-Armee weder eine ausreichende notärztliche Versorgung sicherstellen, noch den Brand angemessen bekämpfen konnte, mussten zivile Einsatzkräfte des Deutschen Roten Kreuzes, des Arbeiter-Samariter-Bundes und der Heilbronner Berufsfeuerwehr im Rahmen eines Großeinsatzes Hilfe leisten, obwohl diese offiziell keine Kenntnis über die Pershing-Raketen besaßen. Entsprechend lag für ein derartiges Ereignis kein Katastrophenschutzplan vor.

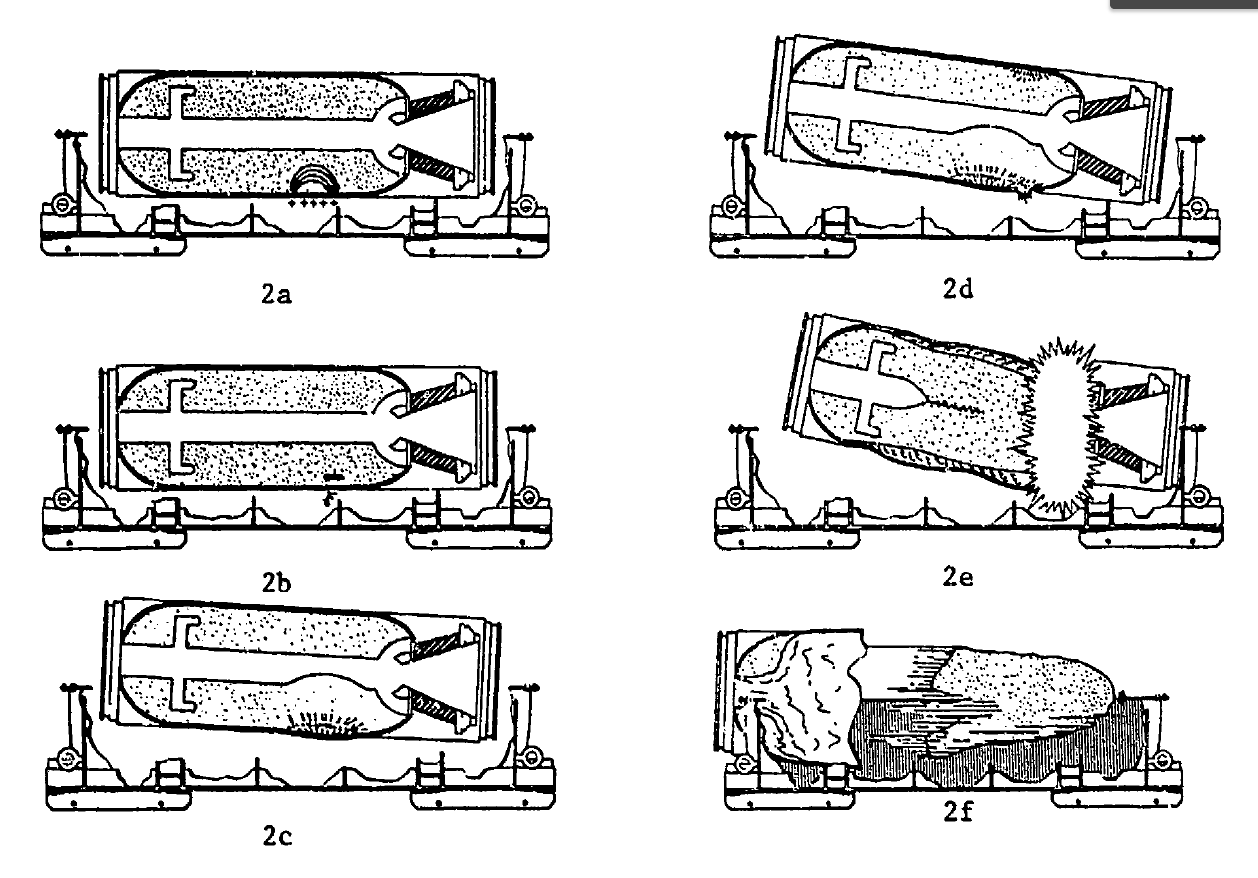
Rekonstruierter Ablauf des Unfalls von elektrostatischer Aufladung (2a) bis zum Hinausschleudern des brennenden Treibstoffs (2f)

#### Ursache

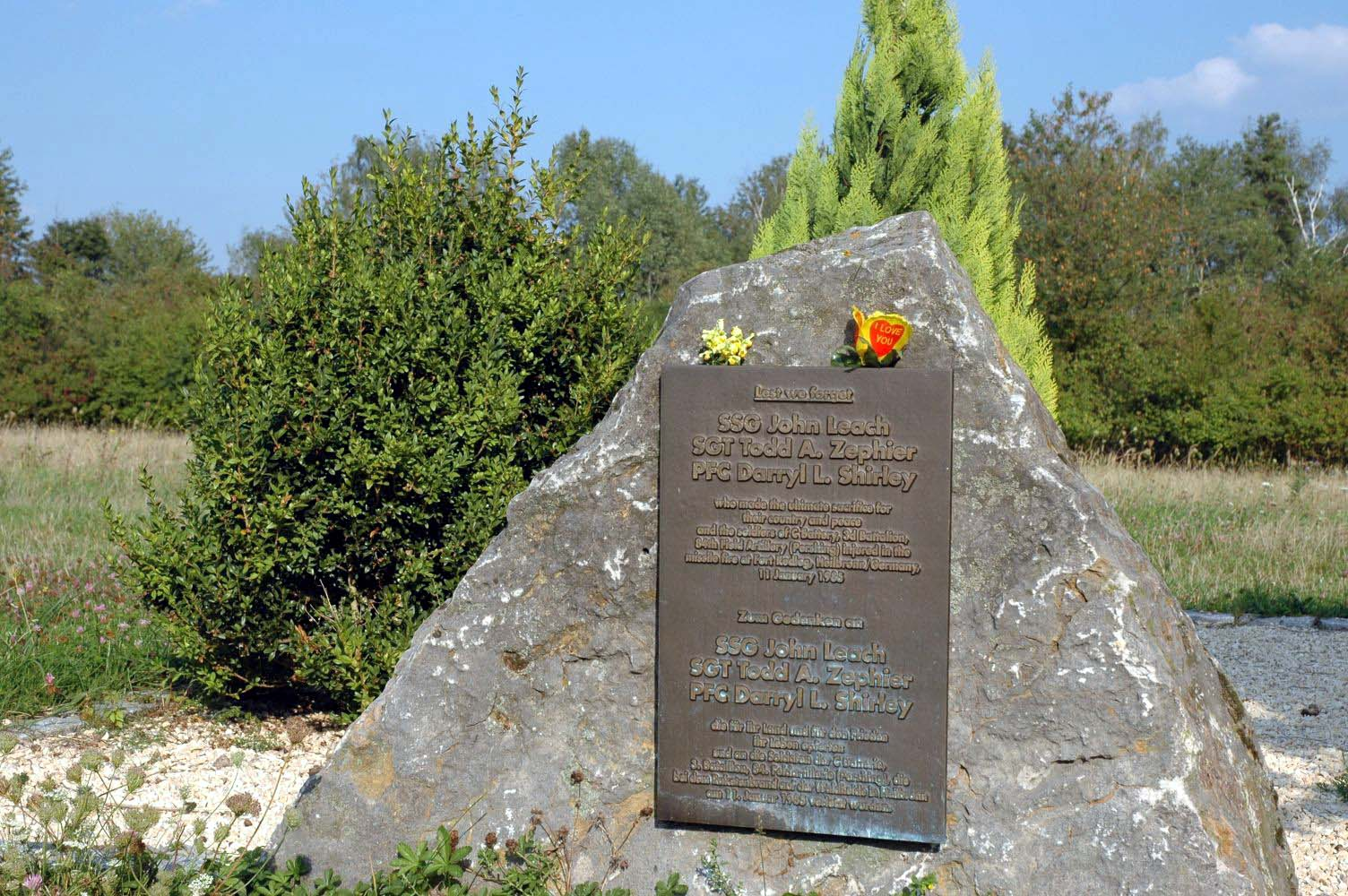
Gedenkstein für die Opfer des Unfalls am 11. Januar 1985 (Sept. 2005)

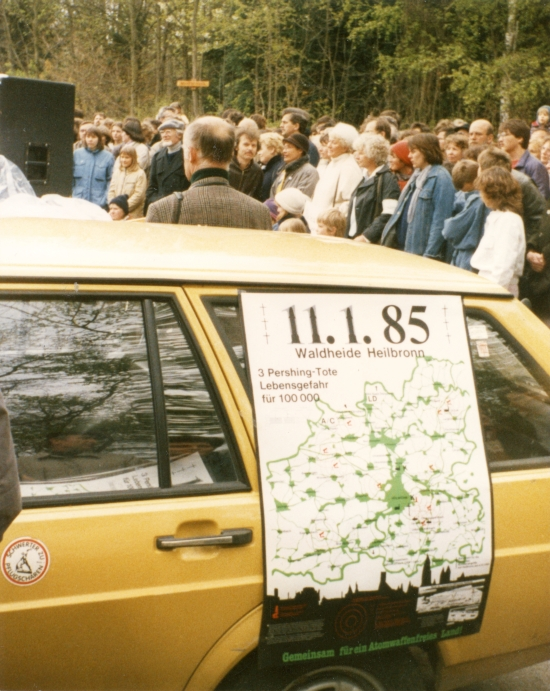
Kundgebung der Friedensbewegung vor einem Tor

Über die Ursache des Unglücks herrschte längere Zeit Unklarheit. Offensichtlich war lediglich, dass die Stufe nicht über den regulären Mechanismus gezündet wurde, da der Zünder unbeschädigt unter den Trümmern gefunden wurde. Zur Aufklärung wurde eine Untersuchungskommission mit Vertretern staatlicher Stellen, des Herstellers Martin Marietta und von Forschungsinstituten ins Leben gerufen. Die Kommission zog zunächst einen Bedienfehler, einen terroristischen Anschlag, technische Defekte diverser Komponenten und elektrostatische Entladung in Betracht. Nach Auswertung der Augenzeugenberichte, Untersuchung der Trümmer und technischen Versuchen konzentrierten sich die Untersuchungen auf elektrostatische Effekte.
Im Untersuchungsbericht vom 15. November 1985 wurde der Unfallhergang wie folgt dargestellt: Am Unglückstag herrschte kaltes Wetter mit besonders niedriger Luftfeuchtigkeit. Die Lufttemperatur lag bei −7 °C. Der Mantel der Raketenstufe bestand aus Kevlar, der Festtreibstoff war eine Mischung aus HTPB als Stützsubstanz, Ammoniumperchlorat als Oxidator und Aluminium als Reduktionsmittel. Als die Raketenstufe aus dem Transportcontainer gehoben wurde, lud sich diese durch den Triboelektrischen Effekt auf. Die kalte, trockene Luft schirmte die elektrische Ladung zunächst ab. Als das elektrostatisch aufgeladene Raketenteil beim weiteren Anheben eine Stahlstrebe des Containers berührte, floss die Ladung plötzlich ab. Dies führte über einen Zusammenbruch des Potentialfelds in der Stützsubstanz zu einer Aktivierung des Oxidationsmittels und damit einer Entzündung der Treibladung.

#### Reaktionen und Aufarbeitung
Nach dem Unfall bestätigten offizielle Stellen erstmals, dass Pershing-II-Atomraketen auf der Waldheide stationiert waren. Zum Zeitpunkt des Raketenbrands waren 63 der insgesamt 108 vorgesehenen Pershing-II-Raketen installiert.

##### Politik und Medien
Am Wochenende 12./13. Januar beherrschte das Unglück die Berichterstattung in den US-Medien. Diese erkannten, dass der Unfall in Deutschland linken politischen Kräften Auftrieb geben könnte, und übten Kritik an der Kohl-Regierung, die zum Unglück nicht Stellung nahm. Der Verteidigungsausschuss des Deutschen Bundestages beschäftigte sich in seiner Sitzung vom 16. Januar 1985 mit dem Unfall. Die SPD-Opposition beantragte ein Moratorium für Raketenübungen bis zur Klärung der Unglücksursache, scheiterte aber bei Stimmengleichheit.
Der Raketenunfall führte in der Kommunal- und Regionalpolitik in allen Parteien zu verstärktem Widerstand gegen die Waldheide als Pershing-Standort. Am 24. Januar 1985 beschloss der Heilbronner Gemeinderat einstimmig – nun also auch mit den Stimmen der CDU – die „unverzügliche Beseitigung des Raketenstandorts“. Die Stadtverwaltung erhielt diesen Auftrag, „weil Raketenstandorte grundsätzlich aus Ballungsräumen entfernt werden sollen“. Auf den Transport von Raketen und Atomsprengköpfen durch bewohnte Gebiete und über die steile Jägerhaussteige solle ab sofort verzichtet werden. Bis zur Klärung der Unfallursache sollten darüber hinaus sämtliche Übungen im Feld eingestellt werden. Weitere Gemeinden im Unterland stellten ähnliche Forderungen auf, insgesamt kam es in 30 von 46 Gemeinden zu entsprechenden Beschlüssen. Als Mahnung gegen die Massenvernichtungswaffen auf der Waldheide wurde der Heilbronner Kaiser-Wilhelm-Platz, ehemals Standort der nach Kriegsschäden 1952 gesprengten Friedenskirche, 1985 in Friedensplatz umbenannt.
Über das Gefahrenpotential des Unglücks vertraten die Regierung einerseits und die Presse und Wissenschaftler andererseits unterschiedliche Standpunkte: Das Bundesverteidigungsministerium beteuerte in einer Anzeigenkampagne in der Heilbronner Stimme, dass zu keinem Zeitpunkt eine Gefahr für die Bevölkerung bestanden habe. Wissenschaftler sahen dagegen zwar nicht, dass es zu einer unbeabsichtigten atomaren Detonation hätte kommen können, hielten aber für möglich, dass durch ein Aufplatzen eines der nahe gelegenen Atomsprengköpfe das Umland mit Plutonium oder Tritium hätte kontaminiert werden können.
Der Unfall zündete in Deutschland eine hitzige öffentlichen Debatte, ob nicht das Pershing-II-System überstürzt entwickelt und stationiert worden sei. So wurde beispielsweise seine Entwicklungs- und Erprobungsphase von 74 auf 52 Monate verkürzt, um die ersten Raketen noch 1983 in Deutschland stationieren zu können. Der Treibstoff war nicht auf seine elektrostatische Empfindlichkeit bei tiefen Temperaturen hin untersucht worden. Der Abgeordnete der FDP-Opposition im baden-württembergischen Landtag Ernst Pfister formulierte seine Bedenken beispielsweise mit den Worten: „Ein Waffensystem, das selbst nicht sicher ist, kann ja wohl kaum zu unserer Sicherheit beitragen.“

##### Untersuchung der Unfallursache

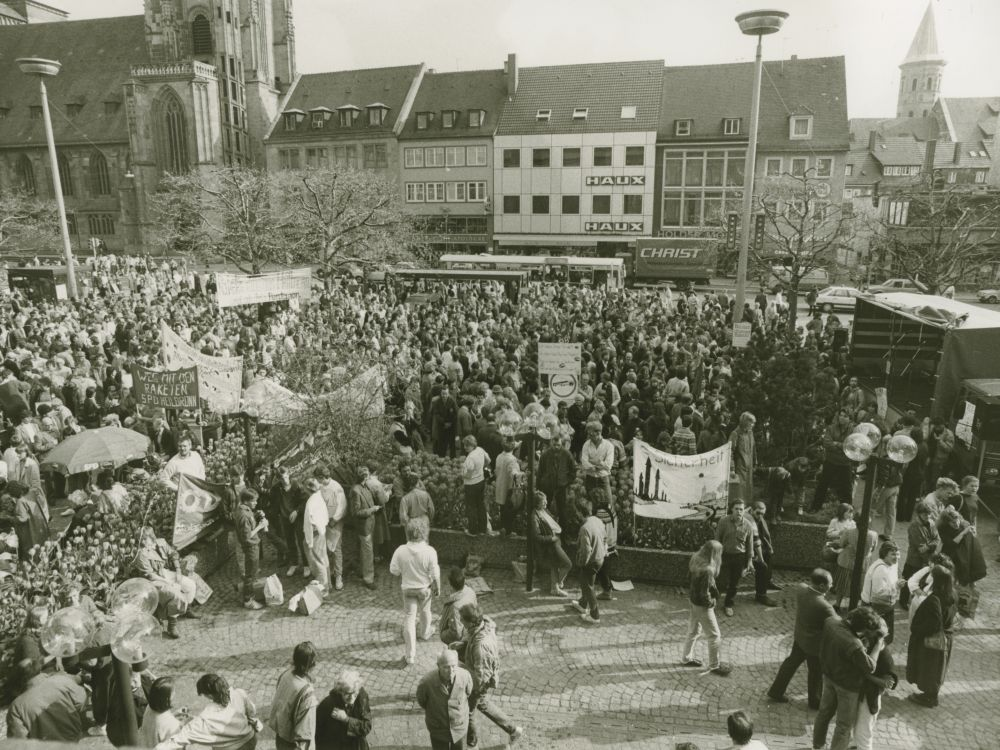
Demonstration auf dem Heilbronner Marktplatz anlässlich des Besuchs von Verteidigungsminister Manfred Wörner im Heilbronner Rathaus

Am 25. April 1985 präsentierten der damalige Bundesverteidigungsminister Manfred Wörner und der Unterstaatssekretär im US-Verteidigungsministerium James Ambrose im Heilbronner Rathaus den vorläufigen Untersuchungsbericht. Auf dem Marktplatz protestierten zum gleichen Zeitpunkt rund 2000 Menschen gegen die Waldheide als Pershing-Standort. Wörner bekräftigte, dass durch den Unfall keine Gefahr für die Bevölkerung bestanden habe, und erklärte darüber hinaus, dass Heilbronn weiterhin Pershing-Standort bleiben werde. Nachdem die US-Streitkräfte nach dem Unfall auf Bewegungen außerhalb der Depots verzichteten, sicherte Wörner zu, dies gelte bis zur Nachbesserung der Raketen. Ungeachtet dessen hatte die Ulmer Einheit aber bereits am Vortag den gewöhnlichen Betrieb fortgesetzt. 300 Demonstranten verhinderten mit einer Blockade vorübergehend Wörners Abreise und lieferten sich eine Rangelei mit der Polizei.
Zum Schutz vor elektrostatischer Aufladung wurden die Pershing-II-Raketen nachträglich mit einem antistatischen Anstrich versehen, und Anweisungen zur Erdung während ihrer Handhabung wurden überarbeitet. Gegen Sabotage, beispielsweise durch Beschuss, wurden zusätzlich Kevlarplatten an den Raketen angebracht. Da auch die Einrichtungen noch zusätzlich geschützt wurden, kam unter den Soldaten das Gerücht auf, der Unfall sei ein Anschlag gewesen.

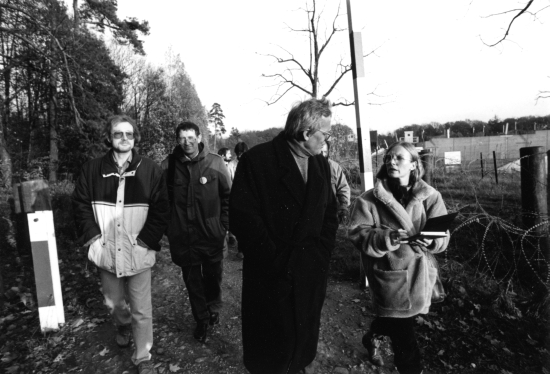
Dieter Hildebrandt besucht die Waldheide (Nov. 1986)

##### Friedensbewegung
Das Unglück rückte die Waldheide nicht nur näher ins Blickfeld der Friedensbewegung, sondern in Heilbronn gewann der Protest auch breite Unterstützung aus der gesamten Bevölkerung. Am 2. Februar 1985 versammelten sich rund drei Wochen nach dem Unfall trotz strömenden Regens rund 10.000 Menschen zu einem Schweigemarsch auf die Waldheide. Vom 8. Februar an wurden die Zufahrten über einen längeren Zeitraum blockiert. Am 16. März fuhren 1069 Bürger aus der Region per Sonderzug nach Bonn, um dort gegen die Pershing-Stationierung zu protestieren. Der landesweite Ostermarsch führte am 8. April 1985 15.000 Demonstranten für eine Menschenkette zur Waldheide.
Immer wieder fanden Protestdemonstrationen, Blockaden und Mahnwachen statt, zu denen sich wie im September 1985 mit Gert Bastian und Petra Kelly zahlreiche prominente Vertreter der Friedensbewegung einfanden, die zu zivilem Ungehorsam und gewaltfreiem Widerstand aufriefen. Mitte Dezember 1985 fand die zweite Heilbronner Begegnung prominenter Mitglieder der Friedensbewegung statt, darunter Günter Grass, Peter Härtling, Walter Jens, Robert Jungk und Alfred Mechtersheimer.
Nach dem Unfall von 1985 konzentrierten sich die Blockaden der Friedensbewegung weiterhin auf das Depot auf der Mutlanger Heide. In Mutlangen kam es insgesamt zu 2998 vorläufigen Festnahmen mit 731 Mehrfachtätern, in Heilbronn dagegen nur zu 244 Festnahmen mit 38 Mehrfachtätern. Mit der Unterzeichnung des INF-Vertrags 1987 endeten die Sitzblockaden auf der Waldheide.

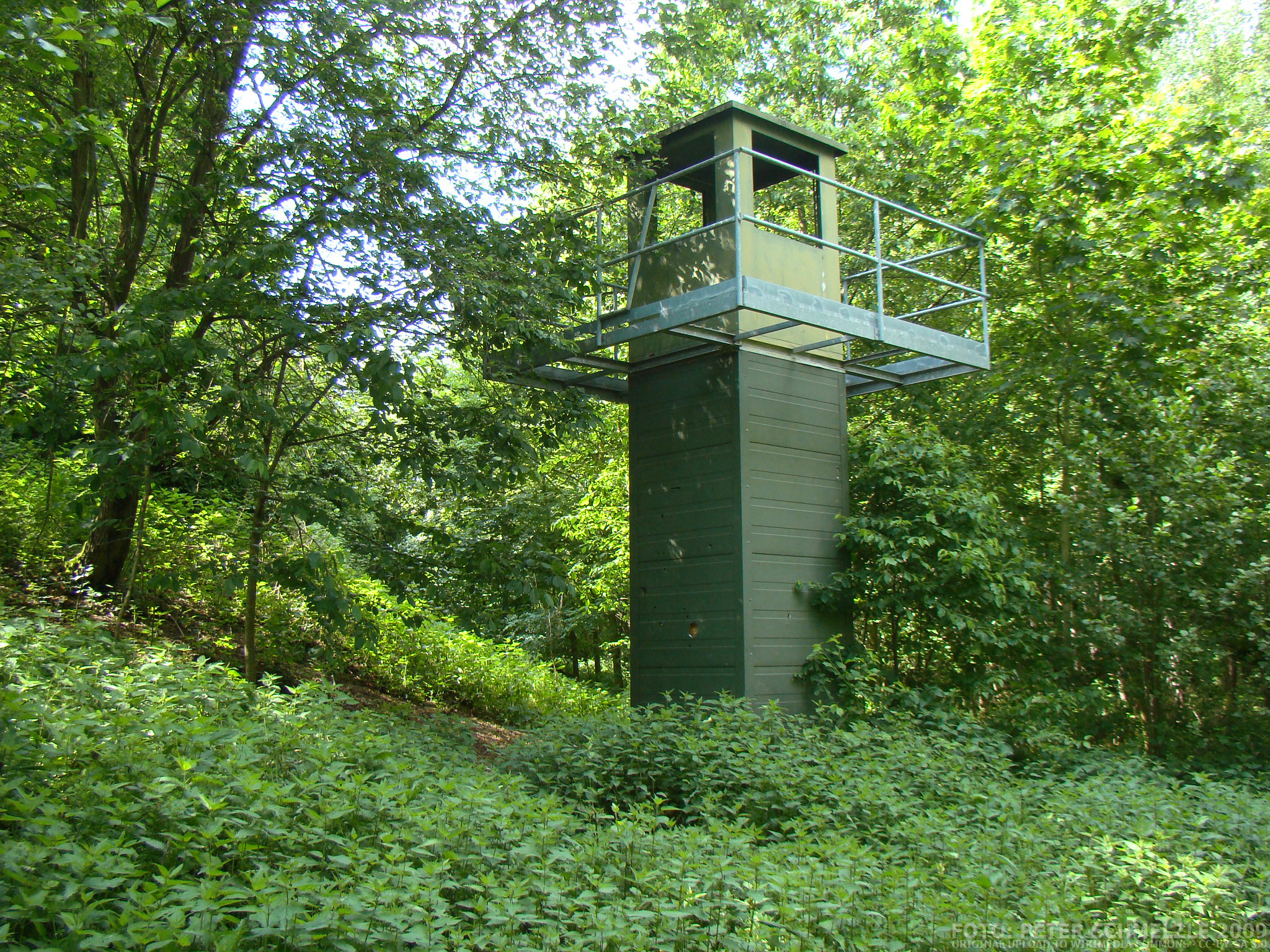
Erhaltener Wachturm im Wald

### INF-Vertrag und Auflösung der Raketenbasis

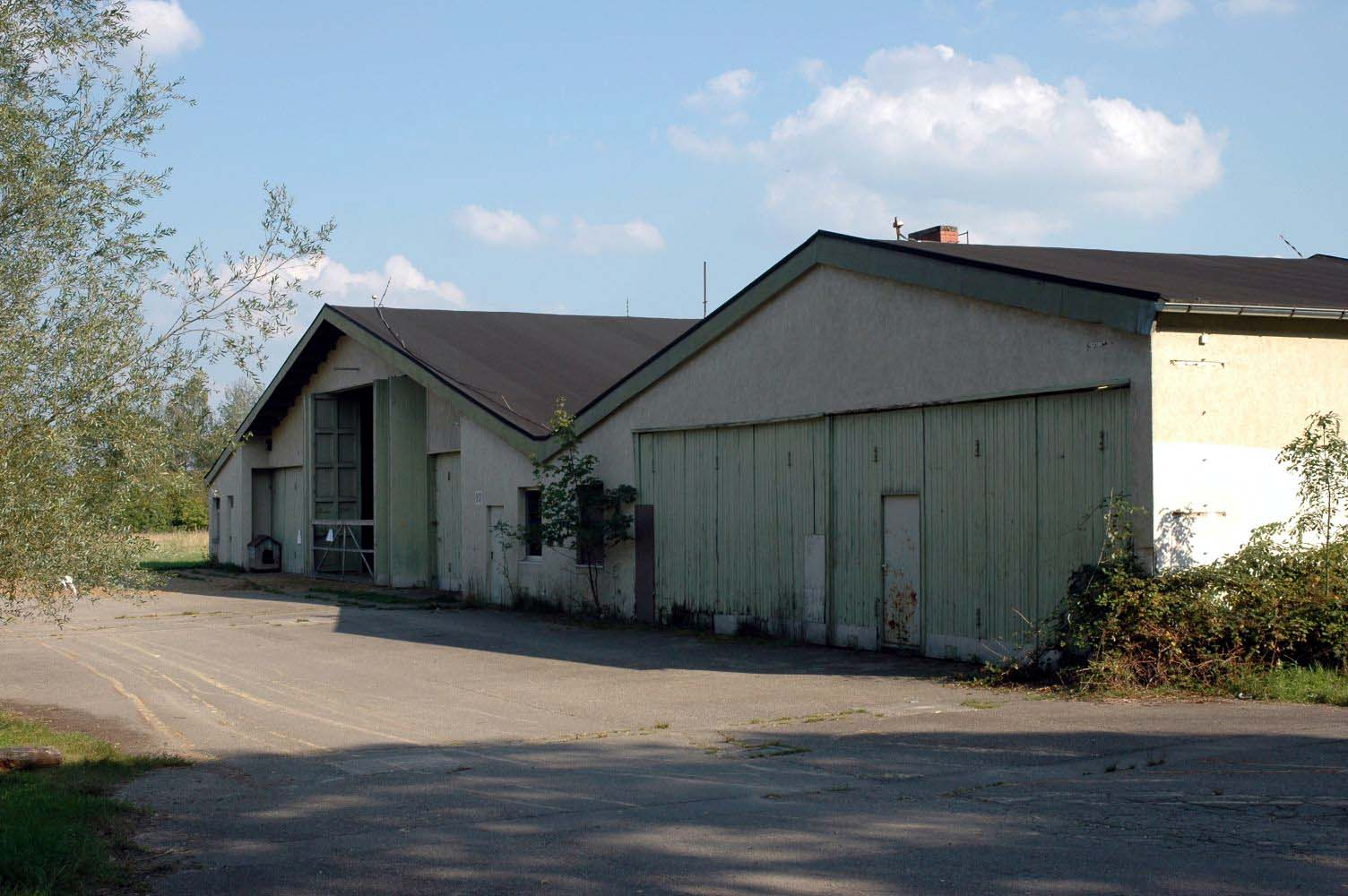
Verbliebene Gebäude der US-Armee werden heute als Schafstall genutzt (Sept. 2005)

Im Sommer 1985 begann die US-Armee, die Waldheide hermetisch abzuriegeln, wofür 55 Mio. DM investiert wurden. Die QRA-Stellung wurde nun – beginnend von außen – von einem Maschendrahtzaun mit Stachelkrone, einem Signalzaun, NATO-Draht, einem weiteren Maschendrahtzaun, Schützenständen aus Beton, einer 3,5 Meter hohen Betonmauer und gepanzerten Wachtürmen gesichert. Zeitweise setzten die Amerikaner Wachgänse ein.
Mit dem INF-Vertrag von Ende 1987 verzichteten die USA unter anderem auf die Stationierung sämtlicher Pershing-II-Raketen. Im Juli 1988 inspizierte eine Delegation der Sowjetunion erstmals die Einrichtung, die im INF-Vertrag als Missile Operating Base Waldheide-Neckarsulm aufgeführt wird.
Am 1. September 1988 wurden die ersten neun Raketen abgezogen, die letzte Rakete verließ die Waldheide am 26. April 1990. Am 10. August 1990 wurde im Rahmen eines Zeremoniells in Anwesenheit des US-Botschafters in Deutschland Vernon A. Walters das Heilbronner Bataillon als erstes Pershing-Bataillon aufgelöst. Bis 1991 räumten die Amerikaner die Waldheide vollständig. Der INF-Vertrag und das Ende des Kalten Krieges führten letztendlich nicht nur zur Auflösung der Waldheide als militärische Einrichtung, sondern bis 1992 zum vollständigen Abzug der US-Armee aus Heilbronn und Neckarsulm.

### Renaturierung
1991 fiel das Gelände zunächst an die Bundesvermögensverwaltung, 1992 erwarb es die Stadt Heilbronn für 850.000 DM. Die Stadt nutzte die Wohngebäude vorübergehend zur Unterbringung von Asylbewerbern und begann bald darauf mit der Renaturierung des Areals.
Unter Federführung des Grünflächenamts wurden fast alle Hochbauten abgerissen und Wege beseitigt und damit eine Fläche von 9 Hektar entsiegelt. Die Bunker der QRA-Stellung im Nordosten wurden mit Erde überdeckt und sind heute als bewachsene Hügel erkennbar. Am 20. Juli 1996 wurden zwei Drittel der Waldheide als Landschaftspark eröffnet. Die Investitionen der Stadt Heilbronn bis 1996 beliefen sich auf umgerechnet 2,5 Mio. Euro. 1997 wurde auch das nördliche Drittel als Teil des Landschaftsparks fertiggestellt.

## Gegenwart

### Natur
Die Waldheide befindet sich am Trauf der Heilbronner Berge auf den Schilfsandsteinbänken der Keuperstufe. Da der Schilfsandstein verhältnismäßig verwitterungsbeständig ist, bildete sich darauf eine Ebene aus. Auf dem kalkfreien, nährstoffarmen Verwitterungsboden entstand nach der Abholzung eine außergewöhnliche Heidelandschaft.
1994 wurde ein 4,5 Hektar großer Bereich im Norden, der während der Nutzung durch die US-Armee zusammenhängend unversiegelt geblieben war und auf dem dadurch die ursprüngliche Bodenstruktur erhalten geblieben war, als flächenhaftes Naturdenkmal ausgewiesen. Um die Landschaft offen zu halten, wird dieser Bereich drei bis vier Mal jährlich durch Schafe beweidet.
Neben dem typischen Heidekraut wachsen heute die Rundblättrige Glockenblume, Thymian, Deutscher Ginster, Purgier-Lein, Borstgras, Dreizahn und Blutwurz. In Bereichen mit Staunässe durch einen tonhaltigen Untergrund wachsen darüber hinaus das Pfeifengras und die Bleiche Segge.
Die Waldheide bietet dem Kleinen Heidegrashüpfer einen Rückzugsraum, in den Hecken am Rand brütet der Neuntöter. In Einzelbäumen nistete noch bis vor einiger Zeit der Baumpieper.

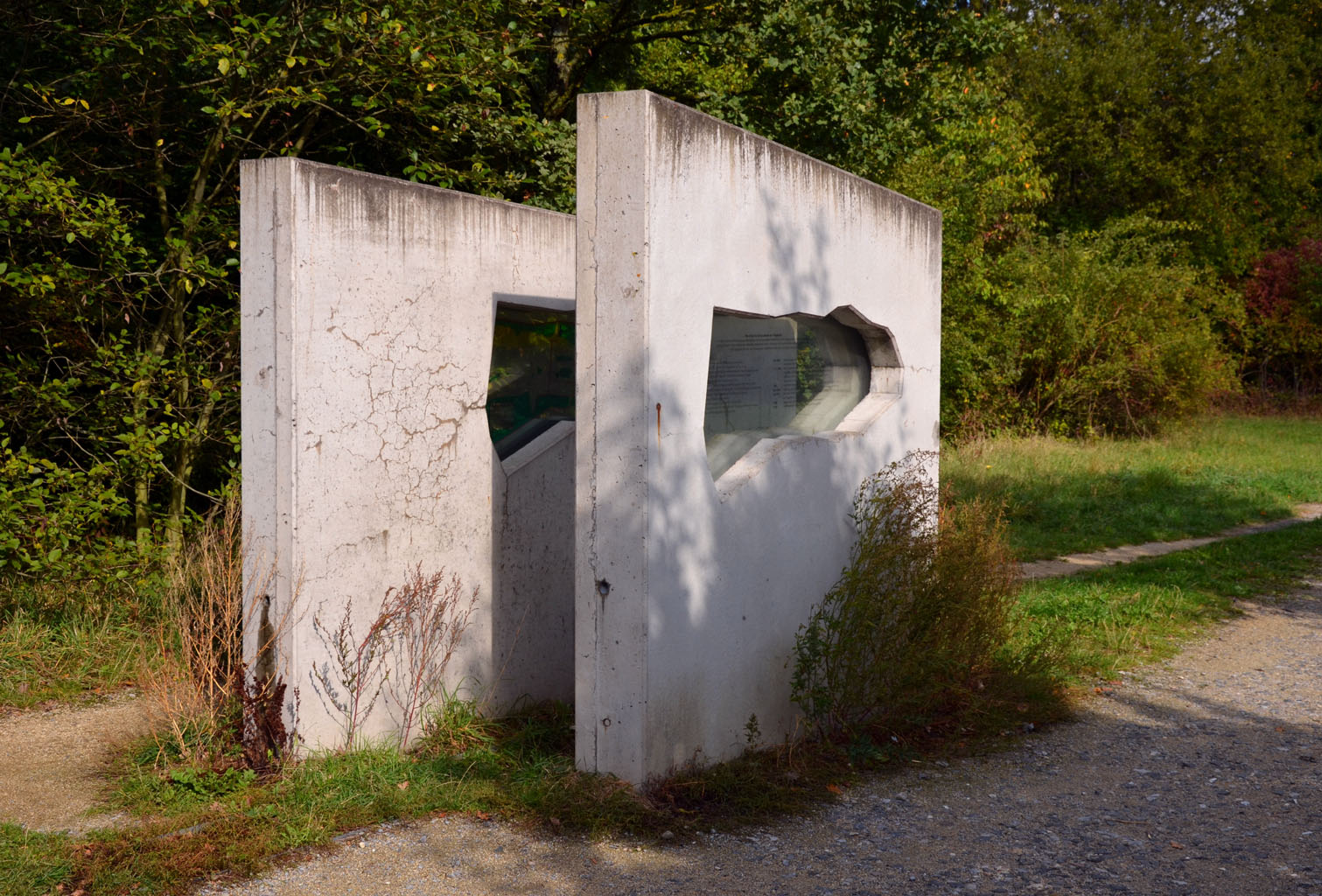
Installation mit Karte und Zeittafel am Parkplatz Bei den drei Linden (Okt. 2012)

### Erinnerung
Zur Erinnerung an den Unfall vom 11. Januar 1985 wurde an der Unglücksstelle auf einem Findling eine Gedenktafel angebracht. Während des Abzugs der US-Armee ging die Tafel unter bis heute ungeklärten Umständen verloren. Daraufhin gab die Stadt Heilbronn eine Rekonstruktion in Auftrag, die im Juni 1998 enthüllt wurde. An ihrem Ort halten jährlich um den 11. Januar und den 11. September ehemalige US-Soldaten und die amerikanische Gemeinde in Heilbronn Gedenkfeiern ab.
Als letztes noch sichtbares Gebäude ist der Hangar erhalten, der seit 1995 als Schafstall dient. 2017 beschädigte ein Sturm das Dach des Gebäudes. Da die Kosten für eine Sanierung bei rund 350.000 Euro gelegen hätten und damit 100.000 Euro über den Kosten für den Neubau eines Stalls, beschloss der Heilbronner Gemeinderat im Februar 2019 den Abriss des sanierungsbedürftigen Bauwerks, zumal es nicht unter Denkmalschutz steht.
Am Parkplatz Bei den drei Linden wurde eine Installation aus zwei weißen Betonwänden aufgestellt, in denen ein Grundriss der Waldheide ausgespart ist. Eine Wand zeigt eine Karte der Waldheide, die andere einen Abriss ihrer Geschichte.
Für die Kunst-am-Bau-Installation Der Bevölkerung von Hans Haacke im Berliner Reichstagsgebäude sind Abgeordnete dazu aufgerufen, Erdreich aus ihrem Wahlkreis mitzubringen. Der Heilbronner Bundestagsabgeordnete Harald Friese (SPD) verteilte während seiner Amtszeit (1998–2002) in dem Kunstwerk Erde von der Waldheide.
Das Theater Heilbronn erinnert 2025 mit einem Rechercheprojekt von Regine Dura und Hans-Werner Kroesinger an den 40. Jahrestag des Pershing-Unglücks auf der Waldheide.